# گرهارد شونباخر
گرهارد شونباخر (آلمانی: Gerhard Schönbacher؛ زادهٔ ۲۵ ژانویهٔ ۱۹۵۴) دوچرخه‌سوار اهل اتریش است.